# 波音737-800
波音737-800，簡稱波音738，為波音公司生產的的中短程雙發渦扇發動機型窄體民航客機，屬於波音737的子系列型號。
波音737-800是波音公司所有飛機中交付量注1最大的，達到了接近5,000架。波音737-800的最大用戶是瑞安航空（Ryanair），737-800機隊數目達到了409架（包含子公司）。波音737-800直接取代了波音737-400，亦取代了MD80，MD90等麥克唐納-道格拉斯飛機。
波音737-800在經典二艙佈局下可裝載162人，或在單艙佈局下可裝載189人。波音737-800的最遠航程距離為5,765公里，相當於從紐約剛好飛去倫敦的距離。

## 歷史[3]
1993年6月，為了面對空中巴士A320系列的競爭，以及航空公司對更高效率和更大載客量的需求，波音公司決定對737系列進行重大升級，推出了737新世代（Next Genaration）系列，包含-600、-700、-800和-900等型號。
波音737-800型號作為737 NG系列的中大型版本，設計目標是取代737-400，提供更高的載客量、更遠的航程和更低的運營成本。
1994 年9月5日，波音737-800項目正式啟動。
1997年7月31日，3架波音737-800試飛成功。
1998年3月13日，波音737-800取得FAA的型號合格證（即可以在美國空域飛行），並與同年4月9日獲得歐洲聯合航空局的型號合格證（即可以在歐洲空域飛行）。

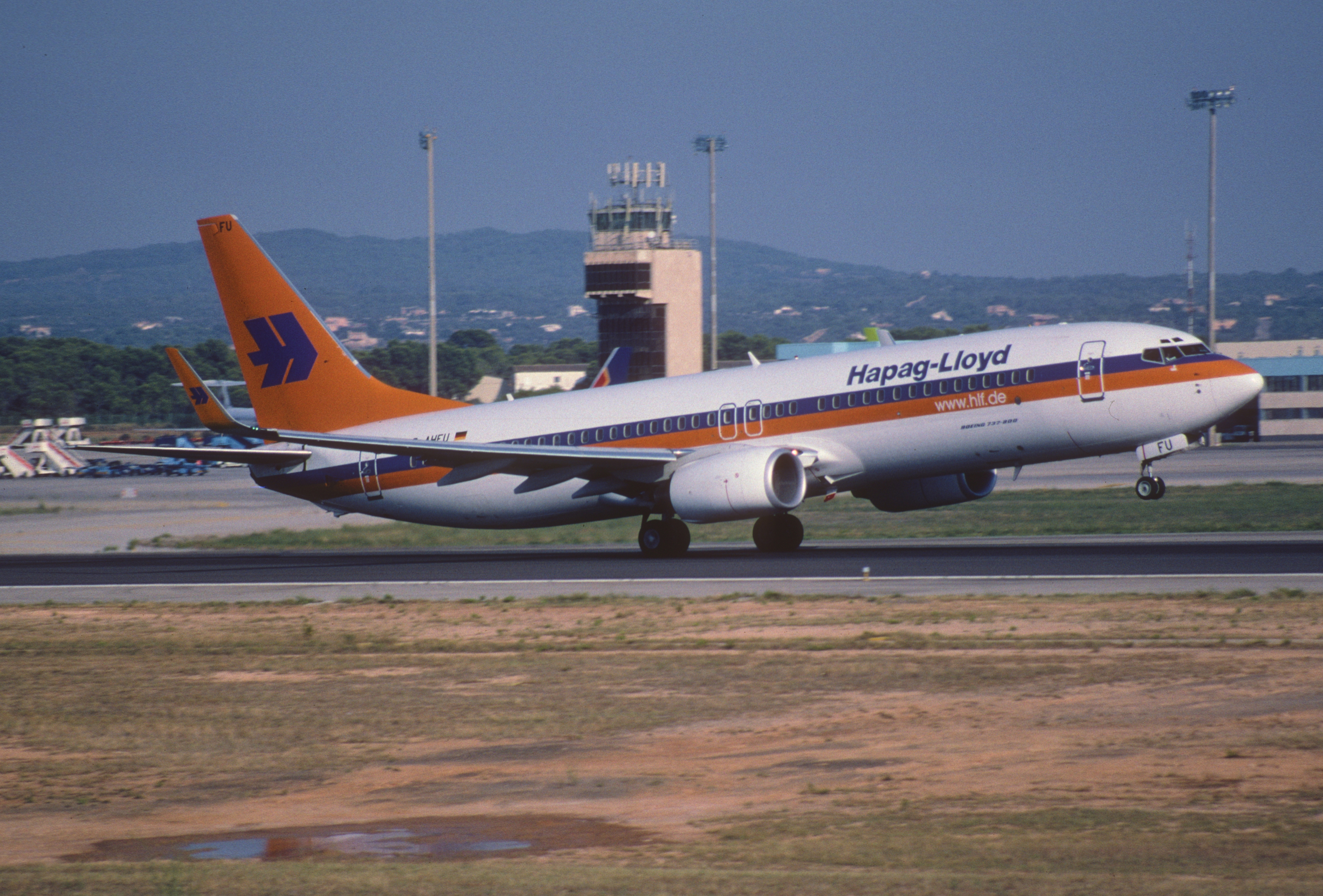
波音737-800的啟動用戶，赫伯羅特航空公司的波音737-800。

1998年4月22日，首架波音737-800交付給赫伯羅特航空公司（今途易飛航空）。
2010年10月27日，波音公司將第一架擁有天空內飾的波音737-800交付給土耳其航空。

### 現在的情況
由於737MAX系列的出現，737-800逐步由737 MAX 8取代，737-800的銷量逐步下滑。但是，由於在役的737-800數量仍然較大，737-800在全球航空市場中仍佔據重要一席。

## 生產與交付

### 生產線
波音737-800由波音商用飛機集團負責設計與生產，主要生產線位於美國華盛頓州倫頓（Renton）工廠。

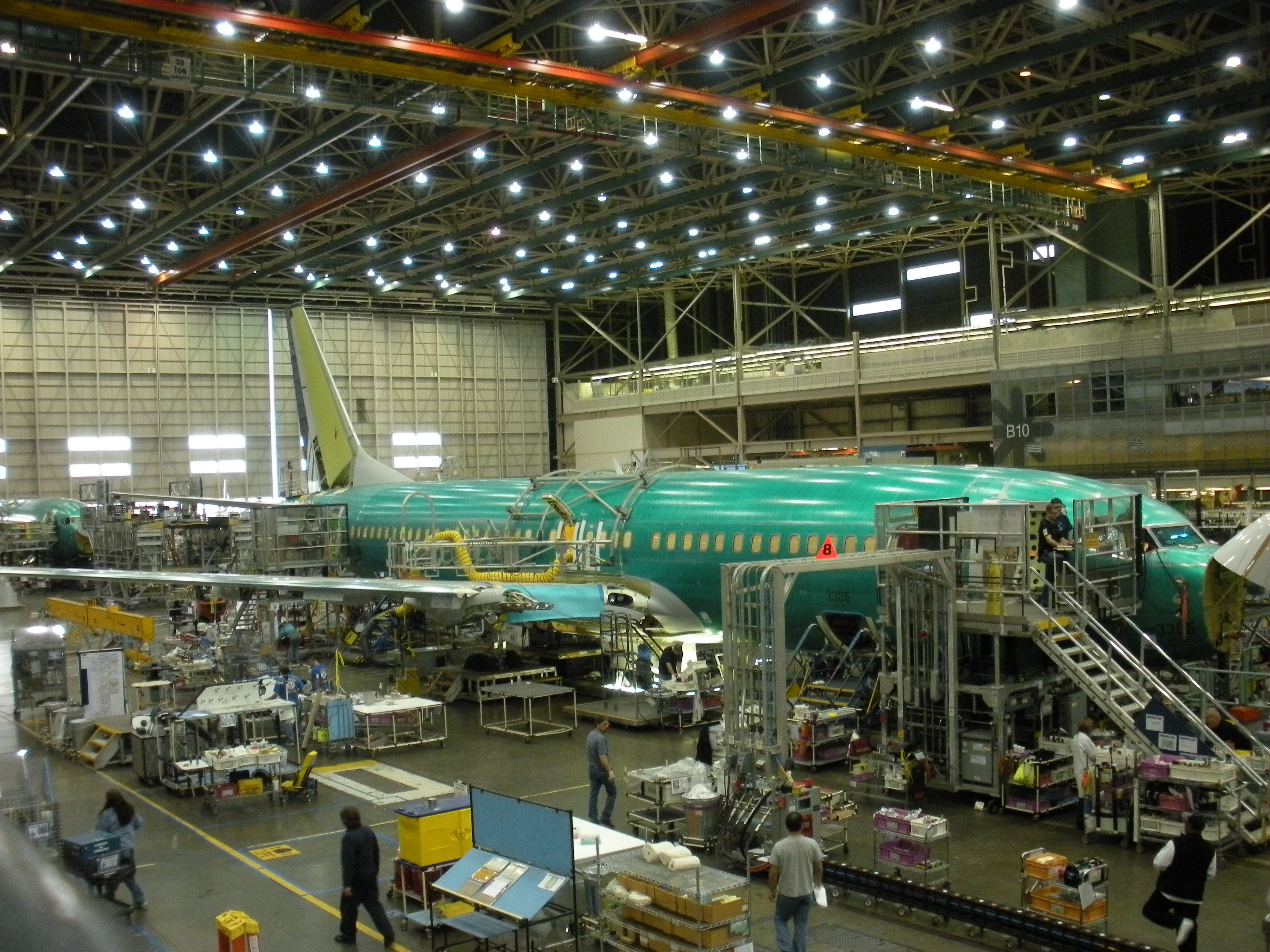
波音737-800生產工廠，倫頓工廠的組裝線。

### 交付狀況
- 主要用戶包括瑞安航空（Ryanair）、美國西南航空（Southwest Airlines）、美國航空（American Airlines）、中國南方航空等。
- 波音737-800的交付數量現約為5,000架（佔737家族約42%，或在役噴射客機市場約18%）[1]。波音737-800的最大用戶，瑞安航空的波音737-800停泊中。

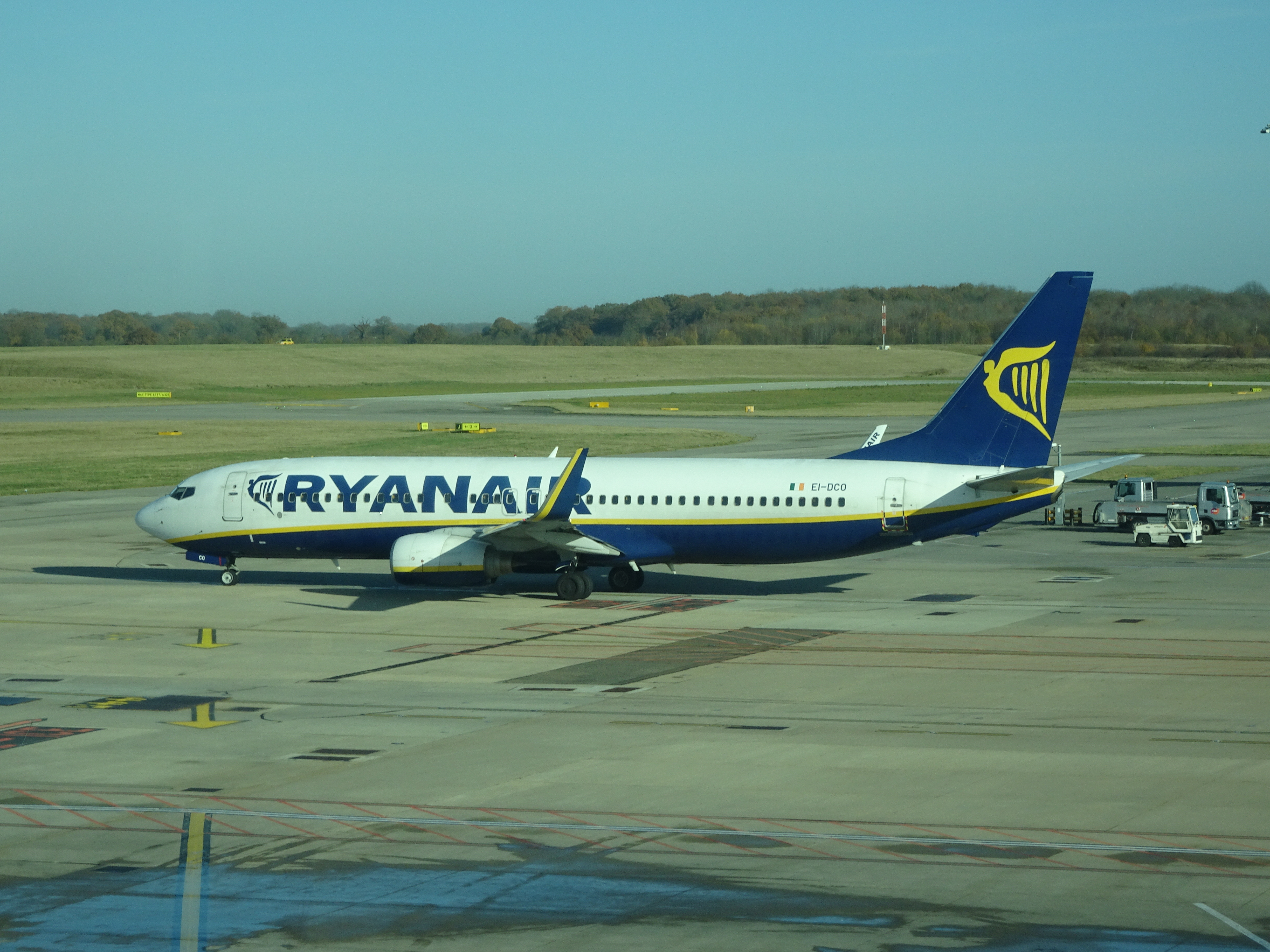
波音737-800的最大用戶，瑞安航空的波音737-800停泊中。

### 變種機型
737-800也被改裝為貨機（Boeing Converted Freighter，BCF），商務機（BBJ2）和軍用型號737-800ERX。

## 機型規格
| 機型：                   | 波音737-800                                          |
| 四字碼：                 | B738                                                 |
| IATA三字码               | 738                                                  |
| 售價：                   | 1.061億美金（一手飛機，無折扣）                      |
| 機長：                   | 39.5米                                               |
| 翼展：                   | 34.4米（不帶翼尖小翼注2），35.79米（帶翼尖小翼注2）  |
| 机翼面积：               | 125平方米                                            |
| 展弦比：                 | 約10.25（帶翼尖小翼），約9.45（不帶翼尖小翼）        |
| 后掠翼：                 | 25.00°                                               |
| 機高：                   | 12.56米                                              |
| 機艙外部寬度：           | 3.76米                                               |
| 機艙內部寬度：           | 3.54米                                               |
| 貨倉容量（客機）：       | 最大約29.2m³                                         |
| 最大滑行重量（MTW）：    | 79,242公斤（174,700 磅）                             |
| 最大起飛重量（MTOW）：   | 79,016公斤（174,200 磅）                             |
| 最大降落重量（MLW）：    | 66,361公斤（146,330 磅）                             |
| 最大零燃油重量（MZFW）： | 62,732公斤（138,300 磅）                             |
| 空重（OEW）：            | 41,143 公斤（90,710 磅）                             |
| 所需起飛跑道長度：       | 約2,650米（最大起飛重量，海平面，15℃，安全起飛長度） |
| 所需降落跑道长度：       | 约1,780米（最大降落重量，海平面，15℃，安全降落长度） |
| 載客量：                 | 162人（兩艙佈局），189人（單艙佈局）                 |
| 油箱容量：               | 26022公升（20894公斤）                               |
| 油耗：                   | 每公里約2.5至3.0公升                                 |
| 機師所需量：             | 2（機長與副機長）                                    |
| 發動機型號：             | 2×CFM56-7B24/26/27（最常用為CFM56-7B26）             |
| 發動機推力：             | 24,200–27,300 磅力（107.0-121.4 千牛）               |
| 發動機長度：             | 249釐米（約98英吋）                                  |
| 發動機離地高度：         | 46釐米（約18英吋）                                   |
| 飛行距離（滿載）：       | 5,765公里（約3115海里）                              |
| 飛行高度上限：           | 12,600米（41,000英尺，FL410）                        |
| 最大操作速度（MMO）：    | 0.82馬赫（876公里每小時）                            |
| 經濟巡航速度：           | 0.78馬赫（828公里每小時）                            |

參考資料：波音737-800機場規劃，波音官網 ，中國民航局資料，CFM國際資料以及Shaw Robbie的波音737書籍 

## 特點

### 乘客體驗

#### 天空內飾

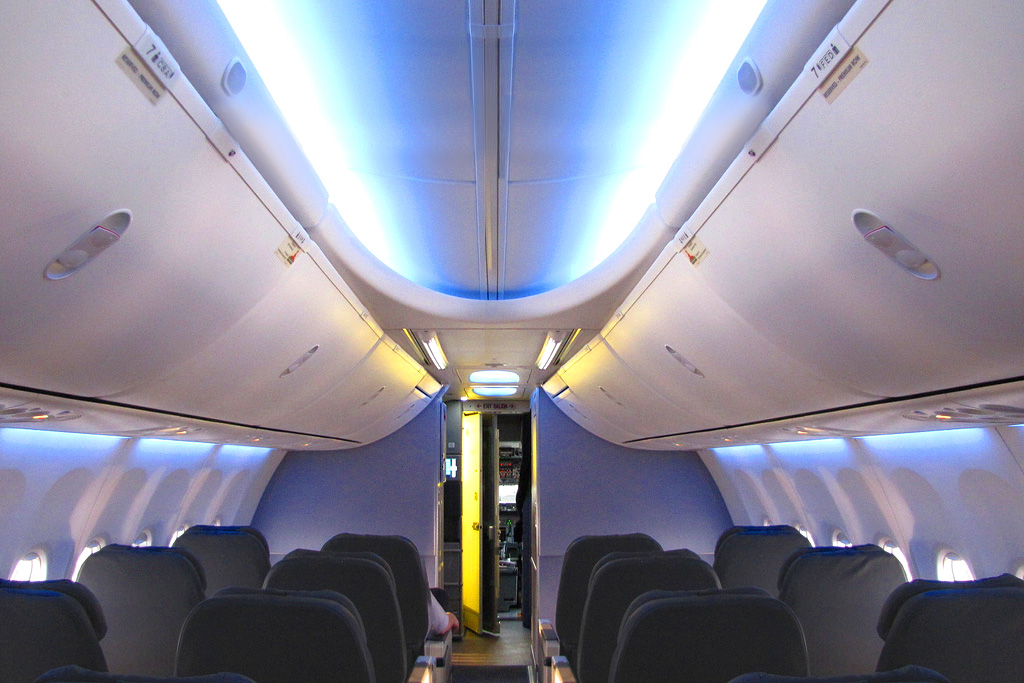
波音737-800的天空內飾（藍色巡航顏色）

波音737-800的天空內飾（Boeing Sky Interior，簡稱 BSI），是專門為2010年之後出廠的波音737-800設計的一套嶄新客艙設計方案。天空內飾的主要目的是為了提升乘客的舒適感與空間感，也讓航空公司有更多品牌化設計。同時，天空內飾幫助737-800減少了1-2分貝的噪音，也增加了行李艙的空間。天空內飾可以在不同的時候變換不同的顏色，例如在巡航的過程時默認為藍色，當然，航空公司也可以自定義天空內飾的顏色。

#### 噪音
波音737-800在噪音方面相對於737經典型有明顯改進（相對減少了10-15%），使乘客擁有更舒適的體驗。根據ICAO，波音737-800的最大噪音為92DB（降落時，僅維持數秒），符合最嚴格的商用客機規範。在巡航階段，波音737-800的噪音約為75DB（前後排約有5DB差異）。

### 油耗節約

#### 機翼設計
波音737-800機翼設計相對於前一代波音737有明顯改善，使得波音737-800能更好地利用空氣動力學，擁有更大的升力。同時，波音737-800的機翼主要為鋁合金結構，部分關鍵部位採用複合材料及鈦合金，兼顧輕量化設計與強度，幫助波音737-800節約油耗。波音737-800相對於波音737經典型增大了25%的機翼面積，30%的油箱容量以及22%的空氣動力效率。

#### 翼尖小翼[8]

##### 流線型翼尖小翼
波音737-800的流線型翼尖小翼（Blended Winglet）始於2001年，外型為流線型上翹曲線（類似波浪形），高度約為2.4公尺。這種翼尖小翼為波音737-800節約了約3-5%的油耗，添加了航程，也為波音737-800減少了二氧化碳排放。

##### 分裂彎刀翼尖
分裂彎刀翼尖（Split Scimitar Winglet）起於2014年，高度約3.4公尺，是波音737-800後期改裝的一種翼尖小翼，樣子在原本流線型翼尖小翼的基礎上增加了下方分叉結構，類似“魚叉”。這種翼尖小翼可以進一步降低阻力、提升效率，節油可高達5–7%，也是後期波音737MAX上採用的翼尖小翼。

#### 發動機
波音737-800採用了CFM國際生產的發動機型號CFM56-7BE型，相對於前期的波音737經典型（採用CFM56-3B引擎）效率提高了15%。波音737-800的發動機涵道比為5.1：1注3，属于高涵道比涡扇发动机。

### 駕駛

#### 自動駕駛
波音737-800的自動駕駛是自動駕駛/飛行指引系統（AFDS，Autopilot Flight Director System）與飛行管理電腦（FMC，Flight Management Computer）的聯合運作。相對於早期737經典型，波音737-800的自動駕駛系統主要完善了安全性和整合程度。波音737-800的自動駕駛採用的“雙機”系統，可以更大程度地提升飛機安全性。

#### 液晶屏幕

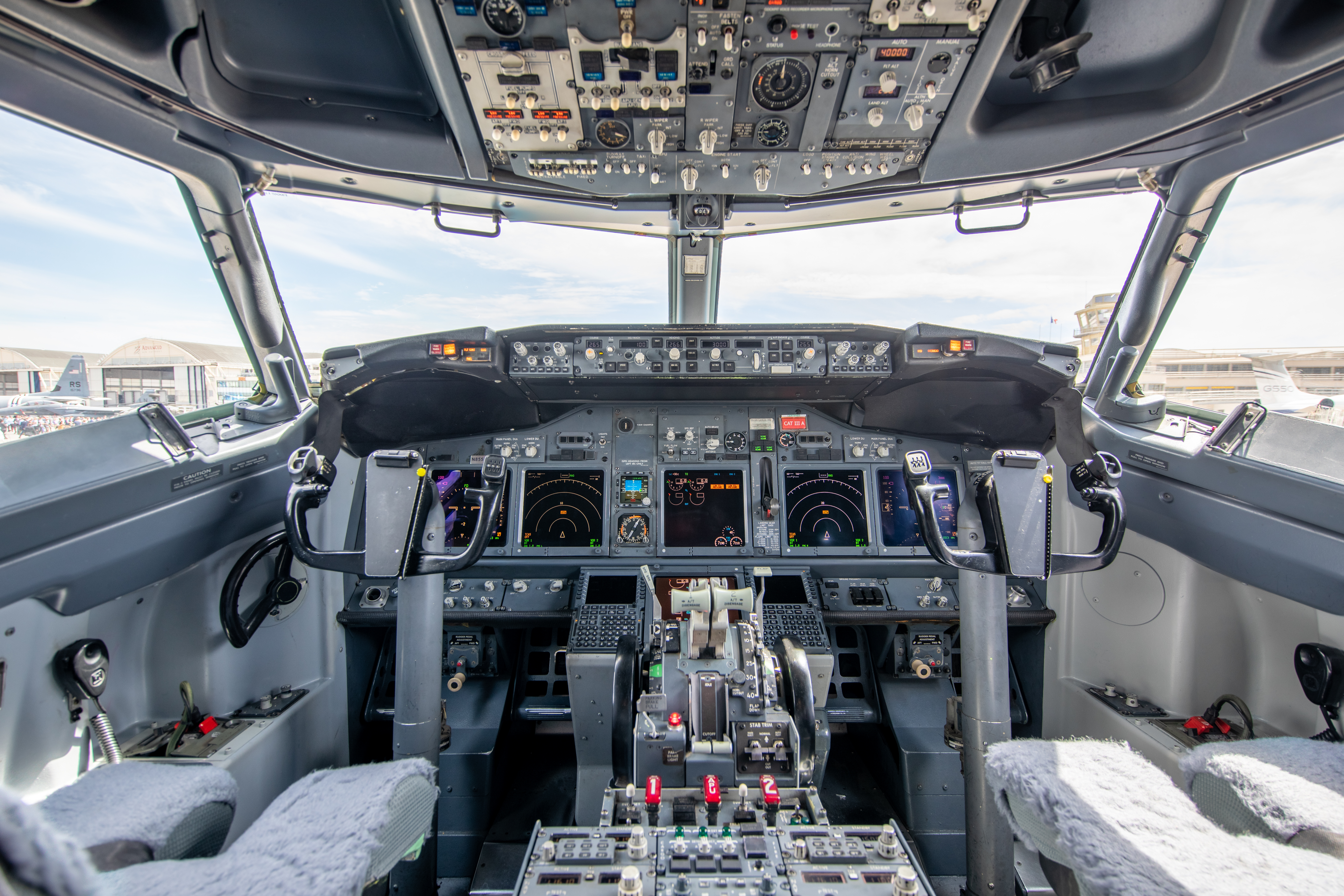
這是波音737-800的駕駛艙。

相對於前期機型，波音737新世代系列是第一批駕駛艙採用液晶屏幕的波音737機型（前期機型採用傳統機械表盤）。其中，波音737-800的擁有六個屏幕，分別是：主飛行顯示器（2個）、導航顯示器（2個）、上方中央顯示器和下方中央顯示器。

## 客戶
截止2023年，約有4400架波音737-800仍在商用范圍服役。目前使用波音737-800的航空公司約有210家，包含約180家商用航空公司。而淘汰波音737-800的航空公司約有60家。

## 安全性
根據Airsafe.com，波音737-800的出事概率為每百萬次飛行0.07次，屬於極度安全水平。在波音737-800的飛行記錄中，僅有12起致命事故，而當中只有1次事故原因是因為機械故障（土耳其航空1951號班機）。

### 致命事故（12起）
1.   2006年9月29日，執飛戈爾航空1907號班機的一架波音737-800，在阿馬遜州州府瑪瑙斯飛往巴西利亞途中，與一架巴西航空工業萊格塞600（Embraer Legacy 600）型飛機相撞並墜毀。機上6名機組人員和148名乘客全部罹難，但是，另外一架飛機上所有人倖存。
2.    2007年5月5日，執飛肯亞航空507號班機的一架波音737-800，載有105名乘客和9名機組人員，自杜阿拉國際機場起飛後不久即墜毀在一處沼澤中，無人生還。
3.   2009年2月25日，執飛土耳其航空1951號班機的一架波音737-800在即將降落阿姆斯特丹史基浦機場時墜毀，機身斷成三截，沒有造成火災。共有86人受傷、9人死亡(5名乘客、2名機組人員，2名機長)。造成事故的主因是一具故障的高度計，它的錯誤讀數造成自動油門在降落前過早減低推力，導致飛機失速墜毀。這亦是波音737-800目前唯一因為機械故障而造成的致命事故。
4.    2010年1月25日，衣索比亞航空409號班機，一架波音737-800從黎巴嫩貝魯特－拉菲克·哈裡裡國際機場起飛後不久墜毀於地中海，機上90人失蹤並死亡。
5.   2010年5月22日，印度航空快運812號班機空難，一架波音737-800在印度南部城市芒格洛爾機場降落時沖出跑道墜入山地失事，客機左翼起火，機上共載有166人，其中包括160名乘客（4名嬰兒）以及6名機組人員，有159人遇難，7人倖存。
6.    2016年3月19日，迪拜航空一架從阿聯酋迪拜飛往俄羅斯頓河畔羅斯托夫的波音737-800客機在俄羅斯境內頓河畔羅斯托夫機場降落時墜毀。機上有55名乘客，7名機組成員，共62人，全部遇難。
7.    2018年9月27日，新幾內亞航空73號班機空難，一架從東京飛往莫爾斯貝港的波音737-800在降落時墜入海中。儘管救援人員確認全機36名乘客全部安全，但巴布新幾內亞航空還是在次日發表聲明表示一人失蹤。之後失蹤乘客被找到並確認已遇難。這也是波音737-800唯一的水上迫降的事故。
8.    2020年1月8日，烏克蘭國際航空752號班機空難，一架從德黑蘭飛往基輔的波音737-800在起飛兩分鐘後墜毀，機上180人全部遇難。1月11日，發射導彈的伊朗革命衛隊承認，客機是被伊朗“無意中”擊落的。
9.    2020年2月5日，飛馬航空2193號班機空難，一架從伊茲密爾飛往伊斯坦布爾的波音737-800在降落時沖出跑道並斷成三截。機上183人中有3人遇難，179人受傷。
10.   2020年8月7日，印度快運航空1344班機空難，一架由迪拜飛往印度喀拉拉邦科澤科德的波音737-800在降落時因天氣惡劣和機組操作不當，導致飛機滑出跑道，飛機斷成兩段，造成19名乘客，2名機組人員遇難。
11. 2022年3月21日，中國東方航空5735號班機空難，一架從昆明長水機場飛往廣州白雲機場的波音737-800（註冊號：B-1791）在途中墜毀於廣西梧州藤縣。機上人員共132人全部遇難，其中旅客123人、機組9人。3月27日，飛機兩個黑匣子均已被找到。
12. 2024年12月29日，濟州航空2216號班機空難，一架從素萬那普機場飛往務安國際機場的波音737-800（註冊號：HL8088）在機腹著陸時沖出跑道撞上盲降系統（ILS）天線的混凝土基座，導致飛機爆炸起火損毀。機上載有175名乘客和6名機組人員，179人罹難，2名機組人員生還。目前，事故原因仍在調查。

### 非致命事故（嚴重）
1.   2007年8月20日，執飛中華航空120號班機的一架波音737-800，在日本沖繩縣那霸機場降落後，右翼的二號發動機突然起火。機上157名乘客與8名機組人員都順利疏散逃生後，飛機隨即爆炸並陷入火海。共4人受傷送醫，其中包括2名職員。這也是波音737-800的其中一次因為機械故障而造成的事故（不致命事故）。
2.   2008年11月10日，執飛瑞安航空4102號班機的一架波音737-800，在羅馬錢皮諾機場進行緊急著陸時，飛機的後機身和左側起落架受損。緊急著陸的原因是飛機遭到鳥擊，並影響其上的兩具發動機。機上共有166名乘客和6名機組人員，有兩人受到輕傷並送醫。
3.   2009年12月22日，執飛美国航空331 航班的波音737-800，在牙买加金斯敦衝出跑道。这架飞机是从佛罗里达州迈阿密飞往牙买加金斯敦的定期国际航班。飞机在暴雨中降落，无法在跑道上停下来。衝出跑道后，飞机越过机场围栏，穿过一条道路，最后停在海滩边。最後，起落架折断，两个引擎与机翼分离，机身有两处重大断裂，但机上 148 名乘客和 6 名机组人员全部幸存。
4.   2011年7月30日，加勒比航空523號航班事故，一架波音737-800型客機在圭亞那喬治城國際機場雨天降落時沖出跑道並撞上機場圍欄，機身斷成兩截；機上157名乘客和6名機組人員中1人重傷，多人輕傷，無人死亡。

## 訂單與交付數量（客機）
| 年份： | 當年新增訂單： | 當年新增交付： | 累計交付： |
| 1997   | 49             | 0              | 0          |
| 1998   | 116            | 11             | 11         |
| 1999   | 126            | 70             | 81         |
| 2000   | 115            | 94             | 175        |
| 2001   | 95             | 106            | 281        |
| 2002   | 87             | 107            | 388        |
| 2003   | 101            | 120            | 508        |
| 2004   | 128            | 144            | 652        |
| 2005   | 225            | 234            | 886        |
| 2006   | 382            | 210            | 1096       |
| 2007   | 352            | 248            | 1344       |
| 2008   | 484            | 248            | 1592       |
| 2009   | 373            | 268            | 1860       |
| 2010   | 247            | 319            | 2179       |
| 2011   | 293            | 327            | 2506       |
| 2012   | 330            | 344            | 2850       |
| 2013   | 410            | 397            | 3247       |
| 2014   | 265            | 422            | 3669       |
| 2015   | 127            | 434            | 4103       |
| 2016   | 146            | 409            | 4512       |
| 2017   | 117            | 344            | 4856       |
| 2018   | 96             | 103            | 4959       |
| 2019   | 13             | 20             | 4979       |
| 2020   | 0注4           | 10注4          | 4989注4    |

參考資料：波音官網交付和訂單頁面和Planespotters.net的詳細資料

## 外部鏈接
- https://www.boeing.com/content/dam/boeing/boeingdotcom/commercial/airports/acaps/737.pdf （页面存档备份，存于）
- https://www.boeing.com/ （页面存档备份，存于）
- https://airsafe.com/ （页面存档备份，存于）
- https://asn.flightsafety.org/ （页面存档备份，存于）